# Богдановська сільська рада (Міякинський район)
Богда́новська сільська рада (рос. Богдановский сельский совет) — муніципальне утворення у складі Міякинського району Башкортостану, Росія. Адміністративний центр — село Богданово.

## Населення
Населення — 1609 осіб (2019, 1880 в 2010, 2207 в 2002).

## Склад
До складу поселення входять такі населені пункти:
| Населений пункт        | Населення, осіб (2002) | Населення, осіб (2010) |
| ---------------------- | ---------------------- | ---------------------- |
| Богданово, село        | 605                    | 474                    |
| Зірікликуль, присілок  | 77                     | 71                     |
| Канбеково, село        | 524                    | 483                    |
| Култай-Каран, присілок | 251                    | 204                    |
| Там'ян-Таймас, село    | 604                    | 516                    |
| Чиряштамак, присілок   | 146                    | 132                    |